# Толстиков, Александр Генрихович
Алекса́ндр Ге́нрихович То́лстиков (род. 16 августа 1957, Алма-Ата) — российский художник-живописец и учёный-химик, действительный член (академик) Российской академии художеств (Отделение живописи), член-корреспондент Российской академии наук (Отделение химии и наук о материалах). Лауреат Государственной премии РФ в области науки и техники.

## Биография
Родился в семье химика, будущего академика РАН Г. А. Толстикова (1933—2013); младшая сестра Татьяна (род. 1960) — биохимик, профессор НГУ.
В 1980 году окончил химический факультет Башкирского государственного университета (ныне Уфимский университет науки и технологий).
С 1980 по 1983 год А. Толстиков проходил обучение в Уфимском институте искусств.
В 1986 году защитил кандидатскую диссертацию «Синтез лейкотриенов серий А,С,Е и их аналогов», а в 1993 году — докторскую диссертацию «Синтез природных биорегуляторов ацетогенинового типа и их аналогов» (официальные оппоненты - А. Н. Касаткин, И. В. Торгов и В. Н. Чарушин).
С 1989 по 1993 годы являлся заведующим лабораторией синтеза липидов Института химии Уфимского научного центра АН СССР.
С 1993 по 2000 годы — заведующий лабораторией, а затем отделом металлокомплексного и биохимического каталитического синтеза биологически активных соединений в Институте катализа имени Г. К. Борескова СО РАН (Новосибирск). С 2000 года — главный научный сотрудник Института катализа.
В 2000 году присвоено учёное звание профессора, 26 мая того же года избран членом-корреспондентом РАН по Отделению химии и наук о материалах.
С 2000 по 2003 годы — директор Института технической химии УрО РАН (Пермь). С 2001 по 2004 годы заведовал кафедрой химии природных соединений химического факультета Пермского государственного университета, также преподавал в Пермском политехническом университете.
С 2003 по 2013 годы — заместитель главного учёного секретаря Президиума РАН (Москва).
С 2005 года по совместительству работает главным научным сотрудником Института нефтехимии и катализа Уфимского научного центра РАН (совместитель).
С 2013 года по совместительству работает в Архиве РАН. С 2015 года — руководитель Центра музейно-выставочной деятельности Архива РАН (Москва), и. о. директора Архива (2018—2019).
С 2013 года — академик Российской академии художеств. С 2014 по 2016 год — заместитель президента РАХ по научно-организационной работе. В 2014 году подписал Коллективное обращение деятелей культуры Российской Федерации в поддержку политики президента РФ В. В. Путина на Украине и в Крыму.

## Научная деятельность
Специалист в области тонкого органического синтеза, асимметрического металлокомплексного катализа, медицинской химии, химии непредельных сахаров-гликалей, химии природных и биологически активных соединений, химии гетероциклических соединений.
Активный участник разработки методов синтеза производных каскада арахидоновой кислоты — лейкотриенов, простагландинов, тромбоксанов, а также создания первых отечественных простагландиновых препаратов для медицины и ветеринарии «Клатрапростина», «Эстуфалана», «Клатирама».
Принимал участие в разработке методов промышленного получения новейших клеевых шовных материалов для хирургии. На основе высших терпеноидов растительного происхождения разработал новые катализаторы асимметрического гидрирования, изомеризации и окисления прохиральных субстратов, разработал новые методы асимметрического синтеза азотсодержащих гетероциклических соединений с разнообразной биоактивностью.
Автор и соавтор более 370 научных публикаций в цитируемых отечественных и зарубежных изданиях, 6 коллективных монографиях, 15 научно-популярных электронных и печатных изданиях по истории науки и культуры.
Член редколлегии журнала «Вопросы истории естествознания и техники».
- Толстиков А. Г., Толстиков Г. А. Гликали в энантиоспецифическом синтезе: Обзор // Успехи химии. — 1993. — Т. 62. — Вып. № 6. — С. 621—643.
- Толстиков А. Г., Толстиков Г. А. Природные алифатические непредельные кислоты, содержащие кислородные функции; Синтез и биологическая активность: Обзор // Успехи химии. — 1996. — Т. 65. — Вып. № 5. — С. 474—495.
- Толстиков А. Г., Хлебникова Т. Б., Толстикова О.В., Толстиков Г. А. Природные соединения в синтезе хиральных фосфорорганических лигандов: Обзор // Успехи химии. — 2003. — Т. 72. — Вып. № 9. — С. 902—922.
- KhlebnikovaT. B., Karpyshev N. N., Tolstikova O. V., Tolstikov A. G. Synthesis of New Chiral Phosphorous – and Nitrogen - Containing Ligands From Resin Asids, Rew., Chirality, N 16, S.40-50, 2004 (англ.)
- Глушков В. А., Толстиков А. Г. Хиральные 1,2,3-оксазаборолидины в асмметрическом синтезе; Последние достижения: Обзор // Успехи химии. — 2004. — Т. 73. — Вып. № 6. — С. 632—661.
- Толстиков А. Г., Толстикова Т. Г., Сорокина И. В., Толстиков Г. А., Флехтер О. Б. Терпеноиды ряда лупана; Биологическая активность и фармакологические перспективы: Обзор // Биоорганическая химия. — 2006. — Т. 32. — Вып. № 3. — С. 300—316.
- Vorobeva A. I., Gorbunova M. N., Kuznetsov S. I., Muslukhov R. R., Kolesov S. V., Tolstikov A. G., Monakov Yu. B. Rew., Watersoluble Polymers Based On N,N,-Diallil-N’-Acetylhydrazine, In: Order and Disormerin Polymers Reactivity, Editors: G.E. Zaikov and B.A. Howell, pp.125-135, 2006, Nova Science Publishers. Inc. (англ.)
- Толстиков А. Г., Толстиков Г. А. Непредельные сахара в энантиоспецифическом синтезе природных низкомолекулярных биорегуляторов и их структурных аналогов: Обзор // Биоорганическая химия. — 2007. — Т. 33. — Вып. № 1. — С. 7—27.
- Шкляев Ю. В., Ельцов М. А., Рожкова Ю. С., Толстиков А. Г. Новый подход к получению производных 3,3-диалкил-3,4-дигидроизохинолина // Изохинолины: Химия и биологическая активность. — Т. 7. — М.: Международный благотворительный фонд «Научное партнёрство», 2008. — С. 340—356.
- Толстиков А. Г., Глушков В. А. Синтез замещённых 1,2,3,4- тетрагидрохинолинов с использованием реакции Поварова; Новые возможности классической реакции: Обзор // Успехи химии. — 2008. — Т. 77. — Вып. № 2. — С. 138—158.
- Толстиков Г. А., Джемилев У. М., Толстиков А. Г. Алюминийорганические соединения в органическом синтезе: Монография. — Новосибирск: Гео, 2009. — 644 с.
- Толстикова Т. Г., Толстиков А. Г., Толстиков Г. А. Лекарства из растительных веществ: Монография. — Новосибирск: Гео, 2010. — 206 с.

## Живопись
Решающую роль в становлении художника сыграл Башкирский государственный художественный музей имени М. В. Нестерова, ставший для Толстикова вторым домом. В редкий день Александр не бывал в музее — в залах и реставрационной мастерской. Реставрация произведений искусства его, химика, привлекала не в меньшей степени, чем произведения Нестерова и экспозиция русского классического искусства. В музее завязалась дружба Толстикова с основоположником реставрации масляной живописи в Башкортостане Юрием Тимофеевичем Игнатьевым (1937—1999). Поэтому неслучайно, что сегодня Александр Толстиков — ещё и руководитель музейно-выставочного и реставрационного центра Архива Российской академии наук.
Событийным для Толстикова стал 1980 год. С этого времени и на протяжении последующих шести лет он занимался в творческой мастерской народного художника РСФСР и БАССР, лауреата Государственной премии БАССР имени Салавата Юлаева, выпускника Московского государственного художественного института имени В. И. Сурикова, организатора и заведующего художественным отделением Уфимского государственного института искусств Рашита Мухаметбаревича Нурмухаметова (1925—1986). После смерти Нурмухаметова, последующие шесть лет, вплоть до 1992 года стажировался в творческой мастерской действительного члена Российской академии художеств, народного художника Башкортостана Сергея Борисовича Краснова. Здесь он сформировался, в первую очередь, как портретист: его художественным кредо стал русский реалистический портрет с ярко выраженным психологизмом образа.
Годы стажировки в творческих мастерских:
— В творческой мастерской народного художника РСФСР Р. М. Нурмухаметова — с 1980 по 1986 г.
— В творческой мастерской народного художника Республики Башкортостан академика Российской академии художеств С. Б. Краснова — с 1986 по 1992 г.
На сегодняшний день А. Г. Толстиков работает в традиционной технике масляной живописи. С 1986 года — участник многочисленных выставок в России и за рубежом.
- Академик Российской академии художеств (Отделение живописи, 2013)
- Член Московского Союза художников (2008)
- Член Творческого профессионального союза художников России (2005)
- Член профессионального союза художников России при ЮНЕСКО
- Профессор Академии искусств Игоря Бурганова

В 2017 году А. С. Толстиков преподнёс дар Башкирскому государственному художественному музею им. М. В. Нестерова. Дар был приурочен к 155-летию со дня рождения основателя музея, выдающегося художника, уроженца Уфы Михаила Васильевича Нестерова (1862—1942). В составе дара находилось тринадцать живописных портретов выдающихся и известных учёных, художников и искусствоведов, с именами которых связаны высокие достижения российской науки и искусства. В апреле 2016 года многие из портретов дара экспонировались на документально-художественной выставке Александра Толстикова «Наука и искусство в лицах. Портреты современника» в залах Архива Российской академии наук.
Всего в качестве дара А. Г. Толстиковым было отдано в музеи более 60 его авторских полотен.
На протяжении многих лет Толстиков инициирует и курирует выставочные проекты, направленные на социетет науки и искусства. Уже в «уфимский» период он стал организатором выставок уфимских художников в зале Башкирского филиала Уральского отделения Академии наук СССР, в 1987 году — выставки «Десять художников Уфы — Новосибирску» в Новосибирском Академгородке, в «новосибирский» период — выставочного проекта «Осьминог», цель которого — экспонирование совместных выставок московских, сибирских и уральских художников в Центральном Доме художников в Москве, в «московский» период — проектов «Музы в храме науки», «Музы в храме науки — 2» и «Социетет художеств и наук».
Многочисленные персональные выставки Александра Толстикова проходили во многих городах России (в Москве, Санкт-Петербурге, Уфе, Екатеринбурге, Новосибирске и других), а также за рубежом — во Франции, США, Финляндии, Южной Корее, Эстонии.
В начале 2018 года Александр Толстиков вместе с поэтессой Наталией Шушанян образовали успешно работающий по настоящее время творческий тандем, результатом которого стали многочисленные живописные произведения и выставочные художественно-литературные проекты.
К числу наиболее ярких из них можно отнести: «Тебе — нежнейшей из красавиц» (Дом учёных РАН имени М. Горького (дворец великого князя Владимира Александровича, г. Санкт-Петербург. 2018 г.), «Башни, стены и мосты» (Архив Российской академии наук, г. Москва, 2018 г.), «Смотри выше» (Московский Государственный музей «Дом Бурганова», г. Москва. 2019 г.), «Перекрёстки творческих дорог» (Мемориальный музей «Творческая мастерская С. Т. Конёнкова», г. Москва, 2019 год).
За годы совместной деятельности Толстиковым написано более сорока полотен с Наталии Шушанян, большая часть которых находится в собрании Башкирского государственного художественного музея им. Нестерова (г. Уфа), Архиве Российской академии наук (г. Москва), Академии искусств Игоря Бурганова (г. Москва). Ее образ как музы, соавтора, вдохновительницы, обладающей ярким темпераментным взглядом на жизнь и глубоким интеллектом стал приоритетным для художника, сформировавшим у него фактически новый стиль, манеру и технику исполнения. В целом ряде работ Толстикова впервые появилась тенденция к скульптурному осмыслению натуры.
Основные выставки А. Г. Толстикова периода 2008—2019 гг.:
- «Сергей Краснов и друзья». Выставочные залы Российской академии художеств. Москва, 2008 г.
- «Грани реализма» (персональная выставка). Выставочные залы Российской академии художеств. Москва, 2011 г.
- «Петербургский сецессион-1». Выставочные залы СПб СХ. Санкт-Петербург, 2012 г.
- «Петербургский сецессион-2». Выставочные залы СПб СХ. Санкт-Петербург, 2013 г.
- «Люди и ангелы»(совместно с А. Н. Бургановым). Выставочные залы Архива Российской академии наук. Москва, 2013 г.
- «Петербургский сецессион-3». Выставочные залы СПб СХ. Санкт-Петербург, 2014 г.
- «В зеркале портрета» (персональная выставка). Мемориальный музей «Творческая мастерская С. Т. Конёнкова». Москва, 2014 г.
- «Выставка 18+» (совместно с Ф. В. Волосенковым). Выставочные залы Архива Российской академии наук. Москва, 2015 г.
- «TOP-LIST Александра Толстикова. Диалоги с Мане». Выставочные залы Архива Российской академии наук. Москва, 2016 г.
- «Обнажённая натура». Выставочные залы Центрального дома архитекторов (ЦДА). Москва, 2016 г.
- «Наука и искусство в лицах. Портреты современников». Выставочные залы Архива Российской академии наук. Москва, 2017 г.
- «Тебе — нежнейшей из красавиц» (совместно с М. В. Горшуновым, Шушанян Наталией и Шеиным Дмитрием). Выставочные залы Дома учёных имени Максима Горького РАН (дворец вел князя Владимира Александровича). Санкт-Петербург, 2018 г.
- «Современники» (персональная выставка). Башкирский Государственный Художественный Музей имени М. В. Нестерова. Уфа, 2018 г.
- «Смотри выше» (совместно с Шеиным Дмитрием и Шушанян Наталией). Московский Государственный музей «Дом Бурганова». г. Москва, 2019 г.

## Награды
- Премия Ленинского комсомола в области науки и техники (1986) — за работу «Фундаментальные и прикладные исследования простаноидов»
- Государственная премия Российской Федерации в области науки и техники (в составе группы, за 1992 год) — за полный синтез эйкозаноидов, разработку новых высокоэффективных простагландиновых препаратов
- Медаль «За заслуги перед Академией» Российской академии художеств (2017 г.)
- Серебряная медаль Российской академии художеств (2018 г.)
- Почётная грамота Президента Российской Федерации (5 февраля 2024 года) — за заслуги в развитии отечественной науки, многолетнюю плодотворную деятельность и в связи с 300-летием со дня основания Российской академии наук[7]